# Кари-Лауфкен-Гранде
Кари-Лауфкен-Гранде (исп. Cari Laufquén Grande) — бессточное озеро в Аргентине, расположено на территории департамента Вейнтисинко-де-Майо провинции Рио-Негро в 31 километре к северу от города Инхеньеро-Якобаччи. Длина озера 6 километров, площадь поверхности равна 10,53 км², средняя глубина составляет 8,5 метров. Высота водного зеркала 800 метров над уровнем моря. Водородный показатель воды 8,8.
Озеро имеет тектоническое происхождение. Питается водами пересыхающих рек Арройо-Секо с севера и Макинчао с юго-востока.
Климат окружающей местности засушливый, годовое количество осадков равно 150 мм, преимущественно в виде снега. Флора представлена злаками (растения родов ковыль, мятлик, полевичка, костёр, а также Distichlis spicata и Hordeum comosum), кустарниками (Ephedra ochreata, Larrea ameghinoi, Maihuenia, Mulinum spinosum, Senecio jilaginoides, Nassauvia glomerulosa) и редкими деревьями видов Atripex lampa, Prosopis denudans, Verbena altocarpa. В озере происходит формирование строматолитов.
На озере и в его окрестностях отмечены птицы видов: серебристая поганка, белохохлая поганка, магелланова поганка, бигуанский баклан, чернолицый ибис, чилийский фламинго, желтоклювая шилохвость, южноамериканская широконоска, аргентинская савка, воробьиная пустельга, бэрдов песочник и другие.
Из рыб обитают Basilichthys mierolepidotus и микижа.